# ヴィンディヤ山脈
ヴィンディヤ山脈（ヴィンディヤさんみゃく、サンスクリット: विन्‍ध्य、ヒンディー語:विन्ध्याचल पर्वत शृंखला、グジャラート語:વિંધ્યાચલ）は、インド中部に走る山脈で、インドを大きく北インドと南インドに分ける、インドの歴史・地理のうえで重要な山脈である。

## 概要
グジャラート州東部からマディヤ・プラデーシュ州にかけて広がっている。山脈中央部はヴィンディヤ台地と呼ばれ、マディヤ・プラデーシュ州の州都ボーパールやインドール、ウッジャインなどの古都を抱えている。最高地点は1113mである。
山脈の北側はアラーヴァリー山脈とヴィンディヤ山脈に挟まれているため、乾燥した気候のため居住地が少ない。また、ベートワー川などガンジス川の支流が数多く発している。北東側にはガンジス川とヒンドスタン平野が広がる。東側には、ソーン川が発してガンジス川に注いでいる。南側には、西に向かってアラビア海に注ぐナルマダー川が流れていて、そのさらに南側にはサトプラ山脈を望む。